# Fachoberschule Bad Wörishofen
Die Fachoberschule Bad Wörishofen mit ihren zwei Zweigen Wirtschaft/Verwaltung/Recht und Ausbildungsrichtung Sozialwesen ist eine Schule der Oberstufe des beruflichen Schulwesens in Bad Wörishofen. Sie steht unter kommunaler Trägerschaft des Zweckverbandes Berufliche Schulen Bad Wörishofen (80 % Landkreis Unterallgäu, 20 % Stadt Bad Wörishofen).
Ziel der Fachoberschule ist es, Schüler mit einem mittleren Schulabschluss innerhalb von zwei Schuljahren zur Fachhochschulreife zu führen.
In der 11. Klasse erfolgt die fachpraktische Ausbildung alle vierzehn Tage im Wechsel in Wirtschaftsbetrieben oder sozialen Einrichtungen.
Bis Herbst 2017 wurde die Schule für 12,5 Mio. Euro saniert.
Die Schule nimmt seit dem Schuljahr 2020/21 an einem Schulversuch des Bayerischen Staatsministeriums für Unterricht und Kultus teil.